# Kolleviks strand
Kolleviks strand är en bad- och dykplats för sportdykare belägen vid Bjälkuddens västra strand strax sydost om Karlshamn i Blekinge. 

## Sportdykning
Kolleviks strand är en enkel och lättillgänglig dykplats med ett maxdjup på 9 meter.
Botten består av sand, sten och dy, med sandbotten framförallt förekommande i vikens nordligaste delar. Blåstång återfinns längs med hela strandkanten. Fiskarter som smörbult förekommer i stort antal men även tångsnälla och smärre fiskstim kan påträffas.